# Sărmaș
Sărmaș es una comuna ubicada en el distrito de Harghita, Rumania.

## Superficie
Cuenta con una superficie de 69,30 kilómetros cuadrados.

## Demografía
Hasta 2021 la población era de 3366 habitantes, con una densidad de población de 48,57 habitantes por kilómetro cuadrado.